# Johnny Case
Johnny Case (Jefferson, 28 de junho de 1989) é um lutador estadunidense de artes marciais mistas que compete no Peso Leve do Ultimate Fighting Championship. Competidor desde 2007, Case também já lutou no RFA.

## Carreira no MMA
Case nasceu e foi criado em Jefferson, Iowa. Ele começou no wrestling ainda jovem, competindo no ensino médio e começou a treinar artes marciais mistas antes de se formar aos 18. Case começou a competir profissionalmente quase em seguida, e foi finalizado no primeiro round por lutadores mais velhos e experientes em suas duas primeiras lutas. Ele competiu por várias organizações regionais no Centro-Oeste do país por vários anos, acumulando o recorde de 18-4, antes de assinar com o UFC com uma sequencia de vitórias de oito lutas na primavera de 2014.

### Ultimate Fighting Championship
Case foi inicialmente colocado para fazer sua estréia na organização como substituto tardio e enfrentar Joe Ellenberger em 28 de Junho de 2014 no UFC Fight Night: Swanson vs. Stephens. No entanto, Case foi forçado a se retirar da luta com problemas médicos e foi substituído por James Moontasri.
Case eventualmente fez sua estréia contra Kazuki Tokudome em 20 de Setembro de 2014 no UFC Fight Night: Hunt vs. Nelson. Case venceu a luta por finalização técnica no segundo round. A finalização rendeu a Case o prêmio de Performance da Noite.
Case foi colocado para enfrentar Paul Felder em 18 de Janeiro de 2015 no UFC Fight Night: McGregor vs. Siver. Porém, Felder foi colocado para enfrentar Danny Castillo no UFC 182 e ele foi substituído por Frank Trevino. Em 23 de Dezembro, foi anunciado que Trevino teve que se retirar da luta com uma lesão e foi substituído pelo estreante Frankie Perez. Case finalizou Perez por nocaute técnico no terceiro round.
Case enfrentou Francisco Trevino em 13 de Junho de 2015 no UFC 188. Ele venceu a luta por decisão unânime.
Case derrotou Yan Cabral em 7 de Novembro de 2015 no UFC Fight Night: Belfort vs. Henderson III por decisão unânime.

## Títulos
- Ultimate Fighting Championship
  - Performance da Noite (Uma vez)

## Cartel no MMA
| Cartel no MMA   |             |            |
| 27 lutas        | 22 vitórias | 5 derrotas |
| Por nocaute     | 12          | 2          |
| Por finalização | 6           | 3          |
| Por decisão     | 4           | 0          |

| Res.    | Cartel | Oponente             | Método                           | Evento                                     | Data       | Round | Tempo | Local                  | Notas                 |
| ------- | ------ | -------------------- | -------------------------------- | ------------------------------------------ | ---------- | ----- | ----- | ---------------------- | --------------------- |
| Derrota | 22-6   | Anthony Rocco Martin | Decisão (unânime)                | UFC Fight Night: Chiesa vs. Lee            | 25/06/2017 | 3     | 5:00  | Oklahoma City          |                       |
| Derrota | 22-5   | Jake Matthews        | Finalização (mata leão)          | UFC Fight Night: Hunt vs. Mir              | 19/03/2016 | 3     | 4:45  | Brisbane               | Luta da Noite.        |
| Vitória | 22-4   | Yan Cabral           | Decisão (unânime)                | UFC Fight Night: Belfort vs. Henderson III | 07/11/2015 | 3     | 5:00  | São Paulo              |                       |
| Vitória | 21–4   | Francisco Trevino    | Decisão (unânime)                | UFC 188: Velasquez vs. Werdum              | 13/06/2015 | 3     | 5:00  | Cidade do México       |                       |
| Vitória | 20–4   | Frankie Perez        | TKO (socos e cotoveladas)        | UFC Fight Night: McGregor vs. Siver        | 18/01/2015 | 3     | 1:54  | Boston, Massachusetts  |                       |
| Vitória | 19–4   | Kazuki Tokudome      | Finalização Técnica (guilhotina) | UFC Fight Night: Hunt vs. Nelson           | 20/09/2014 | 2     | 2:34  | Saitama                | Performance da Noite. |
| Vitória | 18–4   | E.J. Brooks          | Decisão (dividida)               | RFA 10                                     | 25/10/2013 | 3     | 5:00  | Des Moines, Iowa       |                       |
| Vitória | 17–4   | Ted Worthington      | Finalização (socos)              | MCC 49                                     | 02/08/2013 | 2     | 2:47  | Des Moines, Iowa       |                       |
| Vitória | 16–4   | Demi Deeds           | TKO (socos)                      | MCC 46                                     | 22/02/2013 | 2     | 4:12  | Des Moines, Iowa       |                       |
| Vitória | 15–4   | Sean Wilson          | Finalização (socos)              | MCC 44                                     | 21/11/2012 | 1     | 4:07  | Des Moines, Iowa       |                       |
| Vitória | 14–4   | Jay Ellis            | Nocaute (soco)                   | Brutaal: Fight Night                       | 18/02/2012 | 1     | 2:30  | Red Wing, Minnesota    |                       |
| Vitória | 13–4   | Derek Getzel         | Decisão (unânime)                | Brutaal: Fight Night                       | 30/07/2011 | 3     | 5:00  | Red Wing, Minnesota    |                       |
| Vitória | 12–4   | Lonnie Scriven       | Nocaute (soco)                   | MCC 33                                     | 09/04/2011 | 1     | 0:18  | Des Moines, Iowa       |                       |
| Vitória | 11–4   | Jeremy Castro        | TKO (socos)                      | MCC 33                                     | 15/01/2011 | 2     | 0:29  | Des Moines, Iowa       |                       |
| Derrota | 10–4   | Rick Glenn           | Finalização (socos)              | MCC 29                                     | 22/10/2010 | 1     | 4:07  | Des Moines, Iowa       |                       |
| Vitória | 10–3   | Tyler Mills          | Nocaute (socos)                  | Brutaal: Fight Night                       | 27/08/2010 | 1     | 0:31  | Jefferson, Iowa        |                       |
| Vitória | 9–3    | Mike Miller          | Finalização (mata leão)          | MCC 26                                     | 16/04/2010 | 1     | 1:02  | Des Moines, Iowa       |                       |
| Derrota | 8–3    | Derek Getzel         | TKO (socos)                      | Brutaal: Strikeforce Final                 | 26/02/2010 | 1     | 2:05  | Minneapolis, Minnesota |                       |
| Vitória | 8–2    | James Winters        | Nocaute (socos)                  | Iowa Insanity: II                          | 20/12/2009 | 1     | 0:52  | Boone, Iowa            |                       |
| Vitória | 7–2    | Brandon Bergeron     | TKO (socos)                      | Brutaal Fight Night                        | 25/11/2009 | 1     | 1:18  | St. Paul, Minnesota    |                       |
| Vitória | 6–2    | Gabe Walbridge       | Finalização (guilhotina)         | Ambition Promotions: The Crucible          | 12/09/2009 | 2     | 0:29  | St. Paul, Minnesota    |                       |
| Vitória | 5–2    | Roland Larson        | Nocaute (soco)                   | Brutaal Fight Night                        | 11/04/2009 | 1     | 0:59  | Ames, Iowa             |                       |
| Vitória | 4–2    | Nate Boebel          | Nocaute (socos)                  | Brutaal Fight Night                        | 21/02/2009 | 1     | 0:51  | LaCrosse, Wisconsin    |                       |
| Vitória | 3–2    | Travis Nath          | Finalização                      | Brutaal Fight Night                        | 13/12/2008 | 1     | 1:03  | Maplewood, Minnesota   |                       |
| Vitória | 2–2    | Tim Morris           | TKO (socos)                      | Brutaal Fight Night                        | 12/07/2008 | 1     | 2:50  | Jefferson, Iowa        |                       |
| Vitória | 1–2    | Jerald Steer         | Nocaute (soco)                   | Brutaal Fight Night                        | 13/06/2008 | 1     | 0:48  | Elko, Minnesota        |                       |
| Derrota | 0–2    | Marcus LeVesseur     | Nocaute (soco)                   | Seconds Out/Vivid MMA                      | 17/05/2008 | 1     | 0:23  | St. Paul, Minnesota    |                       |
| Derrota | 0–1    | Chad Murphy          | Finalização (armlock)            | Brutaal Fight Night                        | 05/12/2007 | 1     | N/A   | Maplewood, Minnesota   |                       |